# بولندورف
بولندورف (به آلمانی: Bollendorf) یک شهر در آلمان است که در بیتبورگ-پروم واقع شده‌است.